# Herman Meyboom
Herman Meyboom (Surabaya, 23 de agosto de 1889- ?) fue un jugador belga de waterpolo y nadador.

## Biografía
Practicó las dos disciplinas: natación y waterpolo. 
En las olimpiadas de 1908 y 1912 participó en waterpolo ganando una medalla de Plata y una de bronce. También participó en natación en 100 metros libres, pero fue eliminado en primera ronda.

## Títulos
Como jugador de waterpolo de la selección de Bélgica
- Bronce en los juegos olímpicos de Estocolmo 1912
- Plata en los juegos olímpicos de Londres 1908